# 八大豪侠
《八大豪侠》是一部由香港导演王晶执导而拍摄制作的在中国推出古装武侠电视连续剧，于2005年1月26日在上海开机。

## 故事简介
南宋初年，秦桧这个大奸臣当权，其势力遍布朝野。一些前朝元老为对抗秦桧，暗中组织了一批江湖人士，组成“豪侠”组织。但在一次押送巨额白银的任务中，“豪侠”组织成员全被杀害，巨款也丢失了。
元老们忧心不已，决定请六扇门神捕阎铁心出山，经过一番纠结，阎铁心最终答应了这个艰巨的请求，重组“豪侠”。
阎铁心将“玉女神医”扁素问、“飞贼”风一阵、“杀手之王”平常、“侠妓”凤来仪、“女骗神”乐千千、“诗剑双绝”关玉楼、“大发明家”东郭仁7人招入，组成了新的“八大豪侠”。“八大豪侠”在危难之中肩负了保家卫国，惩恶锄奸的任务。一番生死斗争开始了……

## 主创表
- 制片人：刘晓霖
- 总制片人：董平 韩三平
- 出品人：霍起 杨步亭 马和欣
- 总策划：陈华 蔡照波 顾令阳 钱亚立 史东明 张虹娟 张晓捷
- 总监制：陈华 陈炜 张惠建 王广群 李跃 吴克翔 薛文池 姜涛 李春晨

## 演员表
| 演員   | 角色   | 介紹                                             |
| 黄秋生 | 阎铁心 | “豪侠”首领，六扇门神捕                           |
| 刘松仁 | 关玉楼 | “豪侠”之一，“诗剑双绝”                           |
| 董 璇  | 扁素问 | “豪侠”之一，“玉女神医”                           |
| 郑晓东 | 风一阵 | “豪侠”之一，“飞贼”                               |
| 陆 毅  | 平常   | “豪侠”之一，“杀手之王”                           |
| 李冰冰 | 凤来仪 | “豪侠”之一，“侠妓”                               |
| 李小璐 | 乐千千 | “豪侠”之一，“女骗神”                             |
| 林子聪 | 东郭仁 | “豪侠”之一，“大发明家”                           |
| 陈冠希 | 谢家麒 | 前“豪侠”之一，被楚湘湘殺害                       |
| 韩 晓  | 狄三娘 |                                                  |
| 范冰冰 | 楚湘湘 | 是戲花中的紅花盜，後來因為被谢家麒發現身份殺了他 |
| 刘仪伟 | 赖 三  |                                                  |
| 沈 兰  | 怜 花  |                                                  |
| 吴庆哲 | 太 子  |                                                  |
| 田 岷  | 皇 后  |                                                  |
| 李国华 | 秦 桧  |                                                  |
| 谢沅江 | 方东岳 |                                                  |